# La Salle Campus Barcelona
La Salle Campus Barcelona, miembro fundador de la Universidad Ramon Llull, es una organización educativa sin ánimo de lucro, que ofrece programas de Grado, Postgrado y Master, PhD y especialización en las áreas de conocimiento de Arquitectura, Ingeniería, Informática, Multimedia, Management, Arte Digital y Animación & VFX, con la tecnología como elemento esencial de su ADN.
La Salle Campus Barcelona, adelantándose al nuevo contexto post-Covid, ha desarrollado un nuevo modelo educativo y de campus universitario para dar respuesta a las nuevas necesidades educativas de los estudiantes, creando el Smart Learning y el Smart Campus.
A partir de septiembre de 2020, todos los programas se impartirán con Smart Learning, un nuevo modelo educativo personalizado, flexible, inteligente e interactivo que garantiza una experiencia educativa de calidad esté donde esté el alumno y sea cual sea su circunstancia. El nuevo modelo y la tecnología implementada permitirá que una parte de los alumnos presenciales que lo precisen, puedan asistir en directo y participar en las clases sin estar físicamente en el aula. La Salle Smart Learning es el nuevo contexto de aprendizaje de todos los alumnos de La Salle Campus Barcelona, basado en un nuevo enfoque pedagógico. Un modelo que coloca al alumno en el centro. Un modelo inteligente en el que las metodologías ayudan al alumno a aprender.
El Smart Campus es un proyecto en el que a través de la aplicación de las nuevas tecnologías se trabaja en la adecuación de todas las infraestructuras del campus para que sean espacios sostenibles y respetuosos con el medio ambiente. Un campus totalmente adaptado, preparado y rediseñado para la nueva realidad del aprendizaje presencial, semipresencial, a distancia y on line. El Smart Campus también incluye proyectos de sensibilización, formación, innovación, investigación y transferencia de tecnología de forma transversal entre las cuatro áreas de conocimiento del campus: arquitectura, business, ingeniería y arte y animación.

## Historia
Las tres escuelas universitarias del campus: la Escuela Técnica Superior de Arquitectura La Salle, ETSALS, la Escuela Técnica Superior de Ingeniería La Salle y la Facultad Internacional de Comercio y Economía Digital La Salle son gestionadas por la Fundación Privada Universidad y Tecnología (FUNITEC), de La Salle. La institución fue fundada por los Hermanos de las Escuelas Cristianas, y sus primeros estudios universitarios se remontan a 1903, época en la que funcionaban las especialidades de Ingeniería Eléctrica, Mecánica y Química. En el curso 1964-1965 se cursó por primera vez la especialidad de Equipos Electrónicos. Los alumnos se examinaron como alumnos libres en la Escuela Oficial de Madrid. 
El 12 de mayo de 1970 el Ministerio de Educación y Ciencia reconoció oficialmente a La Salle la facultad de otorgar los títulos de ingeniero técnico de telecomunicación e ingeniero en radio eléctrico. En 1976 La Salle se integra en la Universidad Politécnica de Cataluña.
El 10 de mayo de 1991 el Parlamento de Cataluña (DOGC 05/22/91) reconoce a la Universidad Ramon Llull, incorporándose La Salle como institución fundadora de esta universidad y abandonando su afiliación a la Politécnica de Cataluña.
A día de hoy, La Salle Campus Barcelona tiene una oferta educativa de 14 grados oficiales, 14 másteres oficiales, 19 másteres propios, 30 posgrados, 30 cursos de especialización y 1 un programa de doctorado.

## Titulaciones
En La Salle Campus Barcelona se pueden estudiar grados universitarios, doctorados y más de 50 programas de formación continua.

### Grados universitarios
- Arquitectura y Edificación: Grado en Estudios de Arquitectura y Grado en Arquitectura Técnica y Edificación
- Business y Management: Grado en Dirección de Empresas Tecnológicas, Grado en Digital Business, Design and Innovation y el Grado en Business Intelligence and Data Analytics.
- Informática: Grado en Ingeniería Informática, Grado en International Computer Engineering, Grado en Ingeniería Telemática, Grado en Técnicas de Aplicaciones de Software
- Artes Digitales y Animación & VFX: Grado en Animación & VFX y Grado en Artes Digitales
- Ingenierías TIC y Tecnología: Grado en Ingeniería de Sistemas Audiovisuales, Grado en Ingeniería Electrónica con mención en Robótica, Grado en Ingeniería de Sistemas de Telecomunicación, Grado en Ingeniería en Organización de las TIC, Grado en Ingeniería Multimedia con mención en Videojuegos y Grado en Técnicas de Interacción Digital y de Computación.
- Dobles titulaciones de grados en: Ingeniería Informática e Ingeniería Multimedia, Ingeniería de Sistemas Audiovisuales e Ingeniería Multimedia, Ingeniería Electrónica e Ingeniería en Organización de las TIC, Ingeniería de Sistemas de Telecomunicación e Ingeniería en Organización de las TIC, International Computer Engineering and Management of Business and Technology e Ingeniería Telemática e Ingeniería Informática.

### Masters y postgrados
Ofrecemos la modalidad presencial y online en algunos de nuestros programas de máster y postgrado. Divididos por áreas de conocimiento, estos son:
- MBA: Executive MBA, Full Time MBA
- Dirección de Proyectos: Dirección de proyectos, Métodos Ágiles
- Business y Management: Consultoría SAP, Pensamiento y Creatividad, Marketing Ecommerce & Social Media, Transformación Digital y eHealth, Dirección Tecnológica y Supply Chain
- Arquitectura y Edificación: BIM, Sostenibilidad y Eficiencia Energética, Diseño y Cálculo de Estructuras, Arquitectura de Interiores, Rehabilitación y Restauración, Masters Arquitectura
- Ingenierías TIC y Tecnología: Telecomunicaciones y Robótica, Acústica, Big Data y Data Science, Smart Cities, Tecnologías para la Transformación Digital, Experiencia de Usuario
- Arte Digital, Animación y VFX: Animación, Videojuegos y Experiencia de usuario
- Informática: Desarrollo de Software y Ciberseguridad

### Cursos especialización
- Business y Management: Finanzas, Liderazgo y Dirección Estratégica, Marketing, eCommerce & Social Media, Transformación Digital y eHealth
- Dirección de Proyectos: Dirección de Proyectos y métodos ágiles
- Arquitectura y Edificación: BIM
- Ingenierías TIC Y tecnología: Transformación Digital, Telecomunicaciones y Robótica, Smart Cities

### Summer School
La Salle - URL ofrece cursos y programas de intensivos durante los meses de junio y julio, para jóvenes preuniversitarios de entre 15 y 18 años y para universitarios de entre 22 y 25 años.

## El campus
El campus universitario de La Salle Campus Barcelona está situado en la ciudad de Barcelona, en el barrio de Sarrià. Cuenta con 75.100m2 de infraestructura de los cuales 22.300m2 están destinados a espacios exteriores, 27.100m2 al uso docente y 25.700m2 los servicios del campus.
En el campus podemos encontrar:
- La Escuela Técnica Superior de Arquitectura
- La Escuela Técnica Superior de Ingeniería
- La Facultad Internacional de Comercio y Economía Digital
- Un polideportivo
- Una residencia de estudiantes con 504 plazas (RESA)
- Una amplia cafetería - restaurante de 900m2
- 61 aulas
- 39 laboratorios
- 278 plazas de aparcamiento
- Biblioteca con 1.410.536 volúmenes disponibles para consulta
- 25 oficinas para la incubación de Startups
- Internet of Things Institute of Catalonia (laboratorio europeo de innovación e investigación sobre la Internet del Futuro)
- Centro de reprografía (Abacus)
- 22.300m2 de zonas exteriores y ajardinadas

La Salle-URL es un campus universitario internacional y da servicio a unos 4.800 alumnos. Un 23.7% de alumnos son alumnos internacionales y representan a más de 73 nacionalidades diferentes. La ratio alumnos/profesor es de 21.

### Laboratorios
La Salle Campus Barcelona dispone de 39 laboratorios especializados de entre los que encontramos:
- Laboratorio de Robótica: con Robots programables y diseño de teoría de control
- Laboratorio de Domótica: ofrece conocimientos sobre el diseño y el control de instalaciones domóticas y inmóticas
- Laboratorio de Acústica: con equipos para medir audio, acústica y vibraciones
- Laboratorio de Televisión Digital: implementa una cadena completa de generación, transmisión y recepción de TV digital
- Laboratorio de Telemática: multifabricante y multidisciplinar
- Laboratorio de Medidas Electrónicas: para prácticas, proyectos de final de carrera, investigación y transferencia de tecnología
- Laboratorio de Producción Audiovisual: permite el aprendizaje y profundización en la creación de contenidos audiovisuales
- Aula de Materiales de Construcción: exposición de materiales de construcción, para dar soporte físico al aprendizaje
- Internet of Things Institute of Catalonia (primer laboratorio europeo de innovación e investigación sobre la Internet del Futuro)

## La Salle Technova Barcelona
La Salle Technova Barcelona, forma parte de La Salle Campus Barcelona y es un hub tecnológico con servicios de incubación y aceleración de startups. Durante sus 20 años de vida, Technova ha ayudado a conseguir más de 46 millones en financiación para los más de 600 proyectos que ha incubado y acelerado y es una de las incubadoras más importantes de Europa. Ofrece servicios para el emprendedor, para la empresa, para los inversores y para parques e instituciones. 

## Galería de imágenes

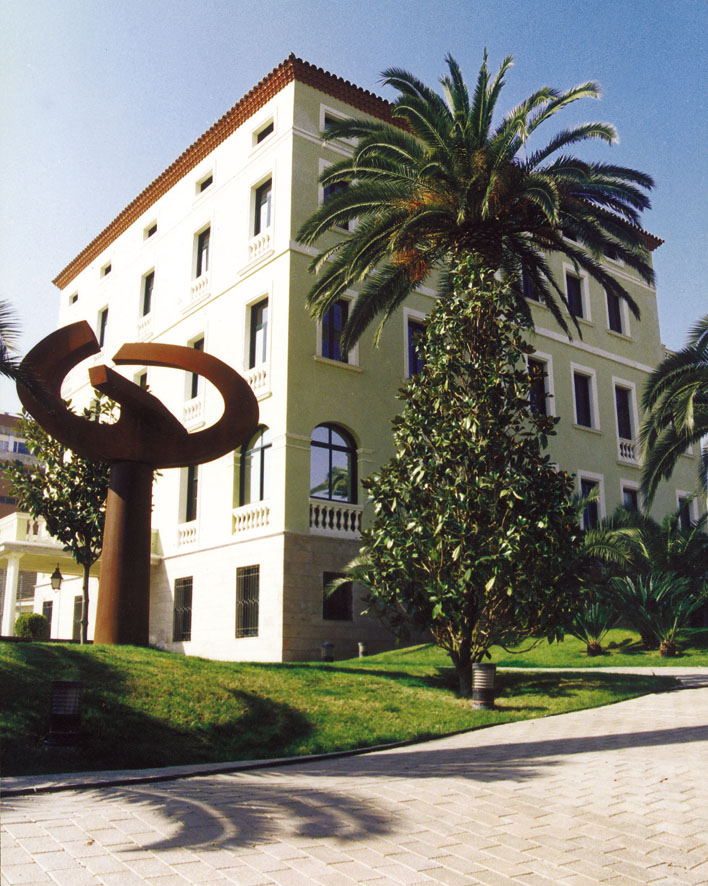
Edificio Lluçanès
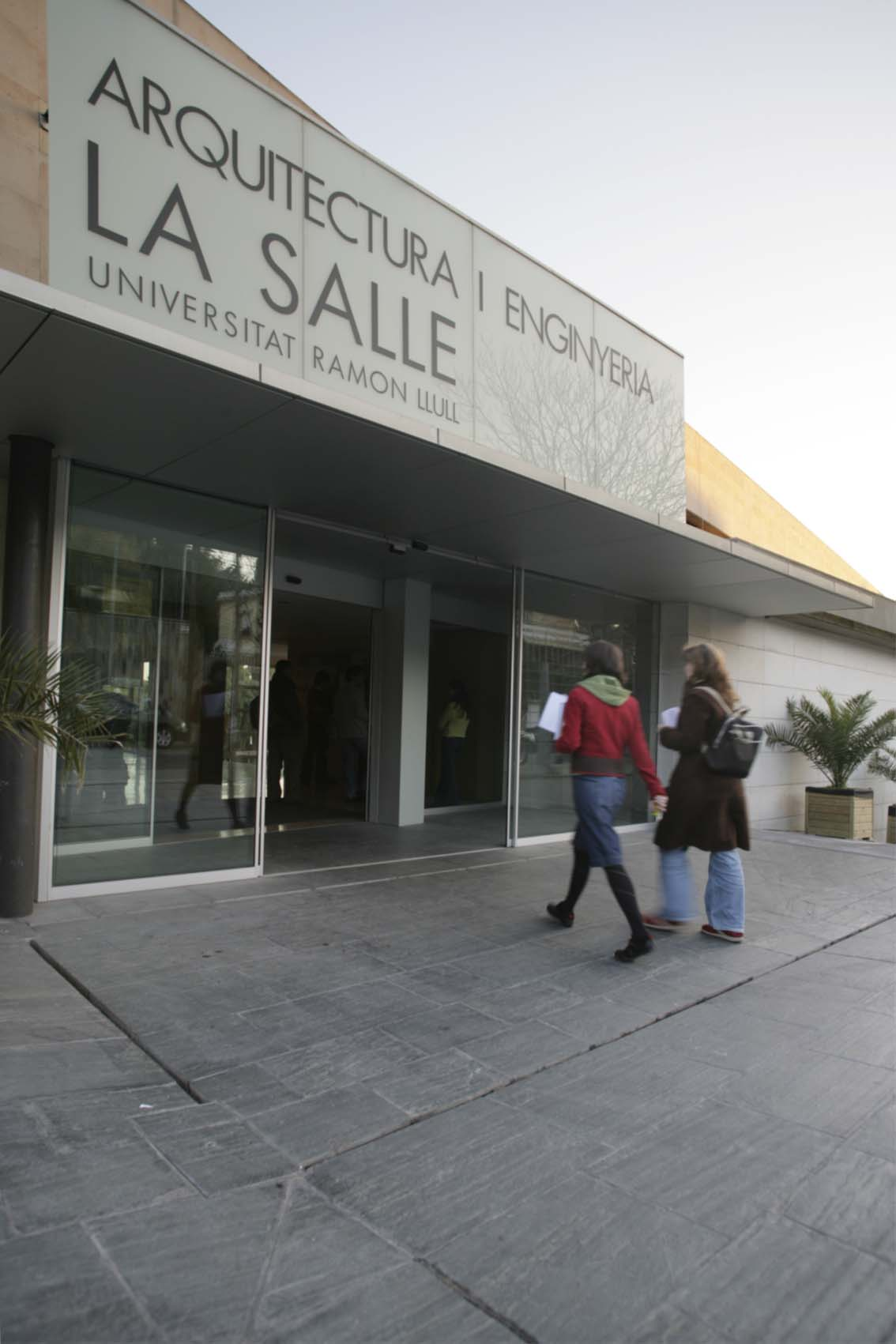
Entrada del edificio Sant Josep, sede de la escuela de Arquitectura.
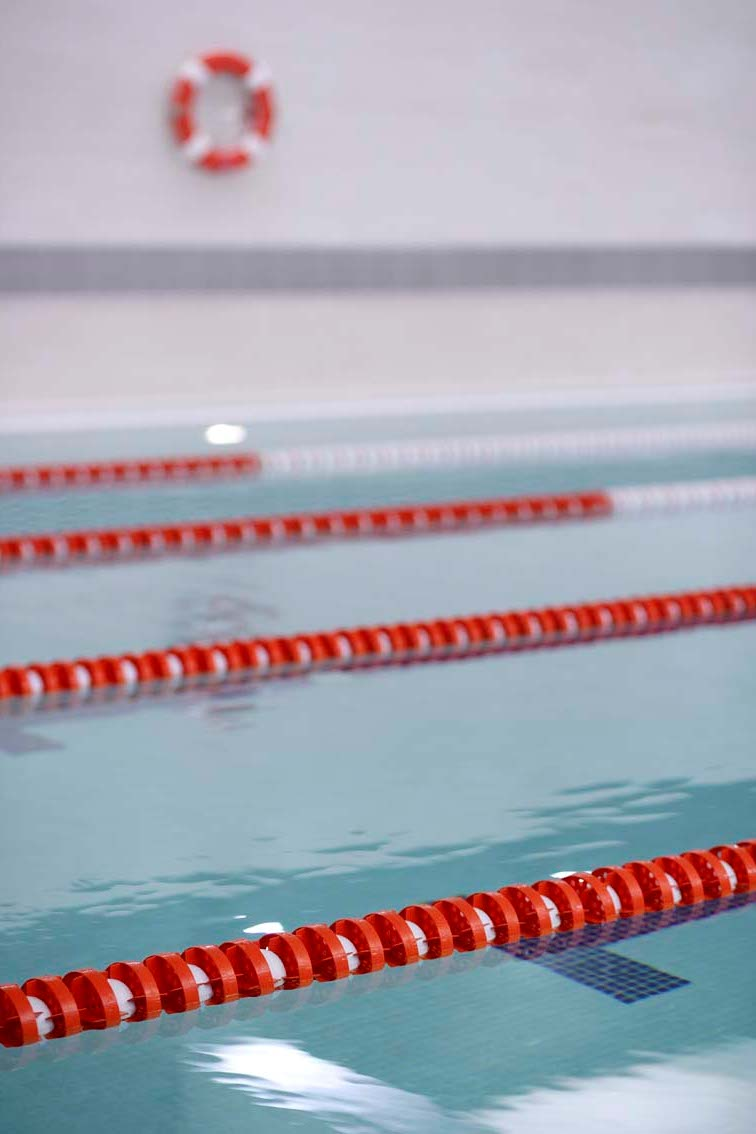
Piscina del Campus
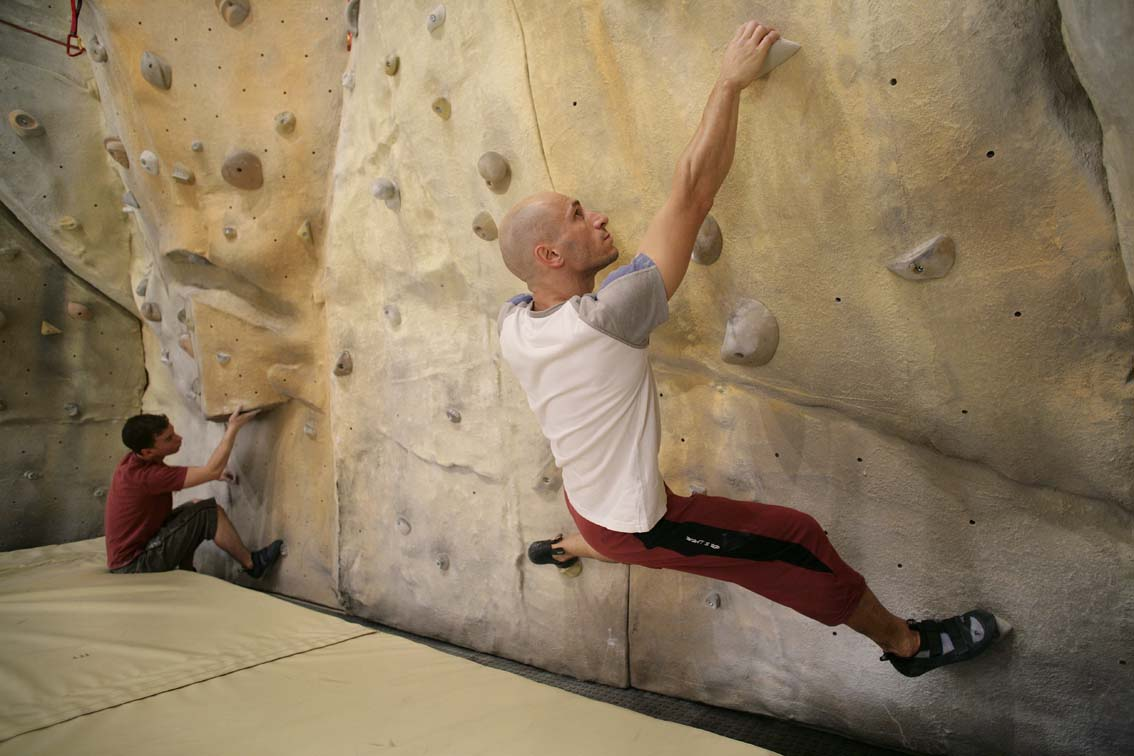
Rocódromo del Campus